# Teixobactina
Teixobactina (do grego teixos = parede) é uma substância química com propriedades antibióticas que encontra-se em processo de investigação. Atua somente contra bactérias gram-positivas, devido a uma proteção adicional existente nas gram-negativas que impede o acesso da substância ao alvo.  A descoberta, feita pelo laboratório NovoBiotic Pharmaceuticals (Cambridge, Massachusetts, EUA), numa pesquisa com bacteria crescidas in situ numa amostra de solo, utilizando  técnicas desenvolvidas por pesquisadores da  Northeastern University em Boston, Massachussetts. 